# Flämische Scheibe

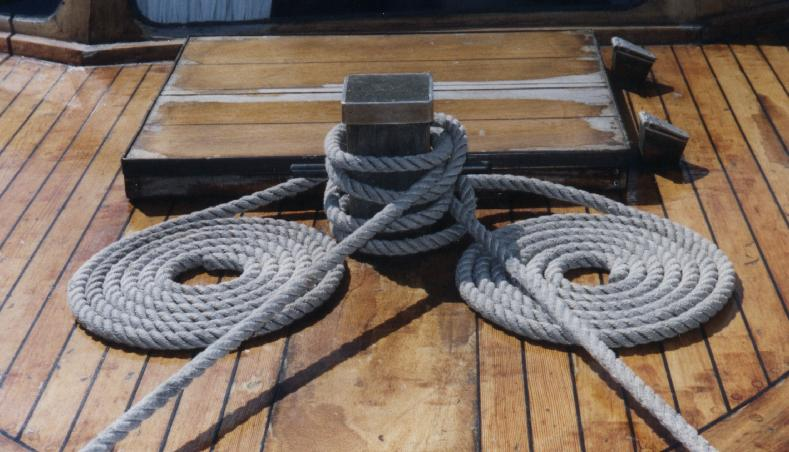
Flämische Scheiben auf einem Boot

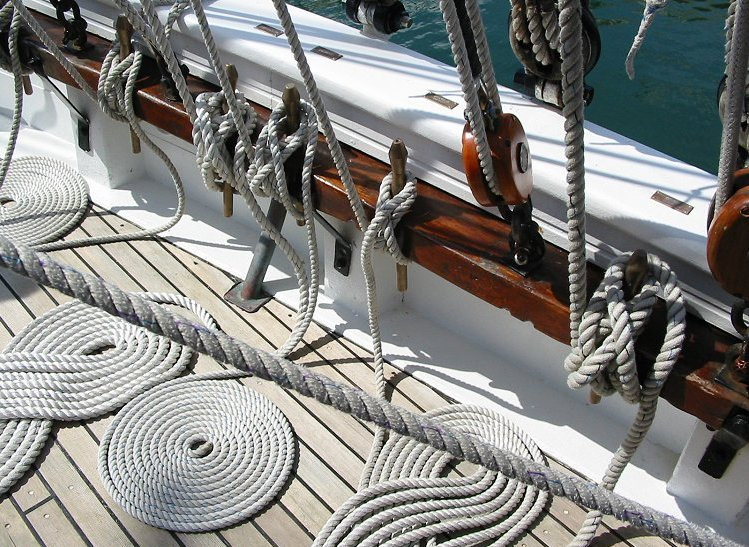
Flämische Scheiben auf einem Segelschiff

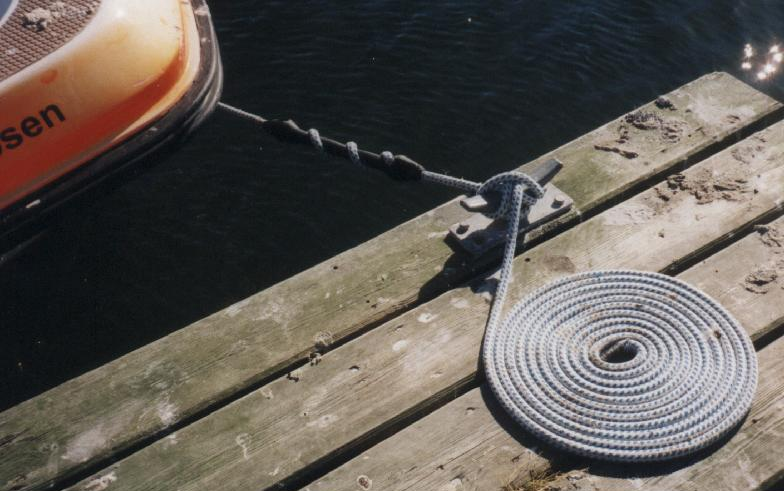
Flämische Scheibe auf einem Bootssteg

Eine Flämische Scheibe, Matte oder Platte ist eine Möglichkeit, die überschüssige Länge einer Leine auf einem Boot oder Bootssteg geordnet zu versorgen, so dass man notfalls darüber gehen kann ohne zu stolpern.
Die englische Bezeichnung lautet Flemish Flake, Flemish Coil oder
kurz Flemish. Außer der Kreisform finden sich Varianten in Form eines Ovals oder einer Acht. Will man eine Leine gänzlich und auf Dauer zu einer Flämischen Scheibe verarbeiten (Polster, Fußmatte, Topfuntersetzer), so ist sie auf der Unterseite zu vernähen, beispielsweise mit Hexenstichen.
Oft wird das Legen von Scheiben nicht als gute Seemannschaft angesehen, da das Tauwerk schlecht trocknet und sich Schmutz darin sammeln kann.
Wegen ihres einfachen Aufbaus wird sie in Büchern über Knoten  selten erwähnt. Im Ashley Book of Knots trägt sie die Nummern 3102 und vernäht 3491.